# Parada de Ester e Ester
Parada de Ester e Ester (llamada oficialmente União das Freguesias de Parada de Ester e Ester) es una freguesia portuguesa del municipio de Castro Daire, distrito de Viseu.

## Historia
Fue creada el 28 de enero de 2013 en aplicación de una resolución de la Asamblea de la República de Portugal promulgada el 16 de enero de 2013 con la unión de las freguesias de Ester y Parada de Ester, pasando su sede a estar situada en la antigua freguesia de Parada de Ester.

## Demografía
| Gráfica de evolución demográfica de Parada de Ester e Ester entre 2011 y 2021 |
|                                                                               |
| Datos según el nomenclátor publicado por el INE portugués.                    |